# 오스트리아 유대인
오스트리아 유대인(독일어: Österreichische Juden; 히브리어: יהדות אוסטריה; 이디시어: עסטרײַכישע ייִדן)은 아마도 로마의 점령 하에 유대인들이 유대에서 탈출하면서 시작될 것이다. 오스트리아에는 서기 3세기부터 유대인들이 있었다. 특정 기간 동안 유대인 공동체는 정치적 평등을 누리고 번영했으며, 다른 기간에는 포그롬, 강제 수용소로의 추방, 대량 학살, 반유대주의를 겪었다. 2001년 인구 조사에 따르면 홀로코스트는 오스트리아의 유대인 공동체를 급격히 감소시켰고 8,140명의 유대인만이 오스트리아에 남아있었다. 오늘날 오스트리아의 유대인 인구는 10,300명으로, 귀환법을 고려하면 33,000명에 이른다.

## 고대 시대
유대인들은 적어도 기원후 3세기부터 오스트리아에 있었다. 2008년에 고고학자 팀은 할프트룬에 있는 유대인 유아의 무덤에서 유대인 기도인 셰마 이스라엘의 글이 새겨진 금 두루마리 형태의 3세기 CE 부적을 발견했다(이스라엘아, 들어라! 주님은 우리의 하나님, 주님은 하나이다). 이것은 현재 오스트리아에 유대인이 존재했다는 가장 오래된 증거로 여겨진다.  로마가 이스라엘을 점령한 뒤 로마 군단을 따라 오스트리아로 첫 유대인이 이주한 것으로 추정된다. 제1차 유대-로마 전쟁 이후 점령에 참여했다가 돌아온 로마 군단이 유대인 포로들을 데려왔다는 이론이 있다.

## 중세 시대
다뉴브강에서 유대인 상인과 기독교인 상인 사이의 동등한 권리를 결정한 10세기의 문서는 빈에 유대인 인구가 있다는 것을 암시하지만, 다시 말하지만, 구체적인 증거는 없다. 이 지역에 유대인 공동체가 존재한다는 것은 12세기에 두 개의 유대교 회당이 존재한 이후에야 확실하게 알 수 있다. 같은 세기에, 바이에른과 라인란트에서 온 유대인 정착민들이 흡수되면서 빈에 유대인 정착지가 증가했다.
13세기 초에 유대인 공동체가 번성하기 시작했다. 번영의 주요 이유 중 하나는 신성 로마 제국의 프리드리히 2세 황제가 유대인은 별도의 민족과 종교 집단이며 기독교 인구를 대상으로 하는 법에 구속되지 않는다고 선언한 것이다. 1244년 7월, 황제는 유대인들에게 많은 직업, 사업, 교육의 기회를 금지하는 권리장전을 발표했다, 그리고 자기 자신을 심판할 권리와 세금을 징수할 권리와 같은 보호와 자치권을 약속했다. 이 권리장전은 헝가리, 폴란드, 리투아니아, 실레시아, 보헤미아와 같은 유대인 밀집 지역에 영향을 미쳤다.
이 기간 동안 유대인들은 주로 상업과 세금 징수를 다루었고 오스트리아의 다른 많은 삶의 측면에서 중요한 위치를 차지했다. 1204년 오스트리아 최초의 유대교 회당이 세워졌다. 또한 유대인들은 종교적 자유와 상대적인 번영의 시기를 거쳤으며, 유명한 랍비들이 이끄는 가족 집단이 비엔나에 정착했다. 이 단체는 당시 유럽에서 가장 유명한 탈무드 학파로 여겨지는 비트 미드라쉬를 설립했다.
유대인 공동체의 고립과 가정된 번영은 로마 가톨릭교회의 적대감과 함께 기독교 인구로부터 증가된 긴장과 질투를 야기시켰다. 1282년, 이 지역이 합스부르크가 가톨릭 가문의 지배를 받게 되었을 때, 오스트리아의 명성은 매우 반유대적인 분위기 때문에 유대인 학자들의 노력을 위한 종교적인 중심지까지 떨어졌다.
일부 유대인 사업체들은 시민 금융, 무이자 대출, 정부 회계 업무에 초점을 맞추었다. 미납 세금을 징수하는 불쾌한 역할을 맡은 유대인 관리들에 대한 최초의 증거는 1320년의 문서에 나타난다. 같은 시기에 폭동이 일어나 이 지역에 거주하는 모든 유대인들을 희생양으로 삼았다. 전체 유대인 인구는 분노한 비 유대인 이웃들에 의해 부당하게 표적이 되었고, 적대감은 일상 생활을 견딜 수 없게 만들었고, 14세기 중반에 인구는 계속 감소했다. 15세기 초, 알베르 3세와 레오폴트 3세의 통치 기간 동안, 그 기간은 유대인 금융가들에게 빚진 많은 미지급 채무의 공식적인 취소로 특징지어졌다, 그리고 유대인들이 빚을 거둬들이는 활동에 의해 시행되었을 것들은 유대인 채권자를 가난하게 하기 위해 의도적으로 두드러졌다; 그리고 나서 모든 유대인 자산에 대한 대규모 공식 몰수와 모든 유대인에 대한 경제적 제한을 요구하는 정책이 만들어졌다.

## 근대 시대

### 안슐루스

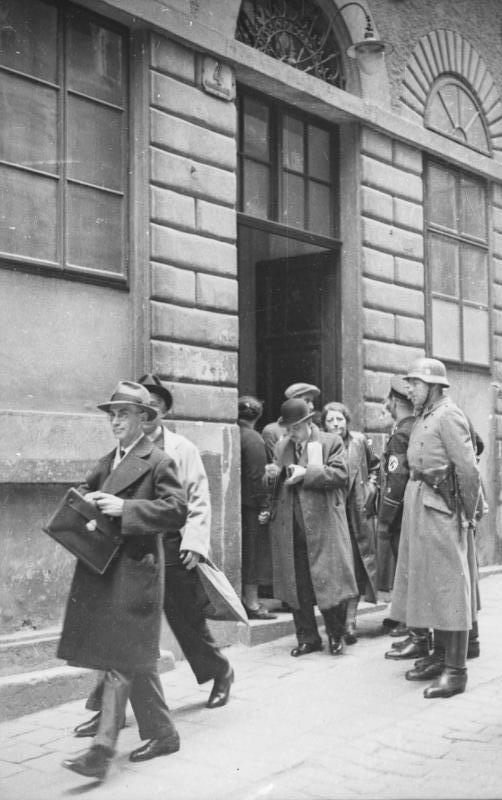
1938년 3월 빈에 있는 이스라엘군 사령부에서 오스트리아가 합병된 후 "라치아" (습격)

1938년 3월 13일 나치 독일이 오스트리아를 합병하면서 번영은 갑자기 끝났다. 당시 오스트리아의 유대인 인구는 181,882명이었고, 빈에는 167,249명이 있었다. 수천 명의 유대인들이 안슐루스 이전에 이미 이민을 갔다. 독일의 인종 뉘른베르크법은 오스트리아에 즉시 적용되어 유대인 조부모가 한 명 있는 사람들은 유대인으로 간주되었고, 그들의 부모가 다른 신앙으로 개종하여 201,000명에서 214,000명의 사람들이 이러한 반유대법에 의해 잡혔다.
나치는 별다른 저항 없이 오스트리아에 입성했고 많은 오스트리아인들의 승인을 받았다. 안슐루스 직후 나치는 전국적으로 반유대적 조치를 취하기 시작했다. 유대인들은 오스트리아의 모든 문화적, 경제적, 사회적 삶에서 추방되었다. 유대인 사업체들은 '정리'되었고 그들의 가치의 일부에 팔리거나 완전히 압류되었다. 유대인 시민들은 나이, 사회적 지위, 성별을 전혀 고려하지 않고 다른 하찮은 일들을 수행하라는 명령을 받음에 따라 굴욕을 당했다.
11월 9일, "깨진 유리의 밤"(수정의 밤)이 독일과 오스트리아에서 공연되었다. 오스트리아 전역의 유대교 회당들은 히틀러 청소년단과 돌격대에 의해 약탈당하고 불태워졌다. 유대인 상점들이 파괴되고 약탈당했으며 일부 유대인 가정이 파괴되었다. 그 밤 동안, 27명의 유대인들이 살해되었고, 다른 많은 사람들이 구타당했다.

### 홀로코스트
안슐루스 이후, 모든 유대인들은 효과적으로 오스트리아에서 이민을 가야 했지만, 그 과정은 매우 어려웠다. 이민 센터는 빈에 있었고, 떠나는 사람들은 다른 부서에서 떠나는 것을 승인하는 수많은 서류를 가지고 있어야 했다. 아돌프 아이히만이 이끄는 유대인 이민 중앙 사무소는 이민을 처리하는 것을 책임졌다. 그들은 현금, 주식, 보석, 금과 같은 귀중한 물건들을 가져갈 수 없었고, 대부분의 골동품이나 예술품들은 '국가에 중요한' 것으로 선언되어 수출할 수 없었고, 단순히 압수되는 경우가 많았다. 오스트리아를 떠나기 위해서는 그들의 전 재산의 큰 비율인 출국 '세금'을 내야 했다. 이민자들은 자신들의 가장 중요한 개인 소지품만을 서둘러 모으고, 출국 비용을 지불하고, 다른 모든 것을 그들에게 남겨야 했다. 출국은 다른 나라에 입국하기 위한 비자가 있어야만 가능했는데, 특히 가난한 사람과 노인들에게는 발급이 어려웠기 때문에 부유한 사람들조차도 부모나 조부모를 두고 떠나야 하는 경우가 있었다. 1939년 여름까지 110,000명의 유대인들이 오스트리아를 떠났고, 마지막 유대인들은 1941년에 합법적으로 떠났다. 이 시기 이후에 남아있던 거의 모든 유대인들이 홀로코스트에서 살해되었다.

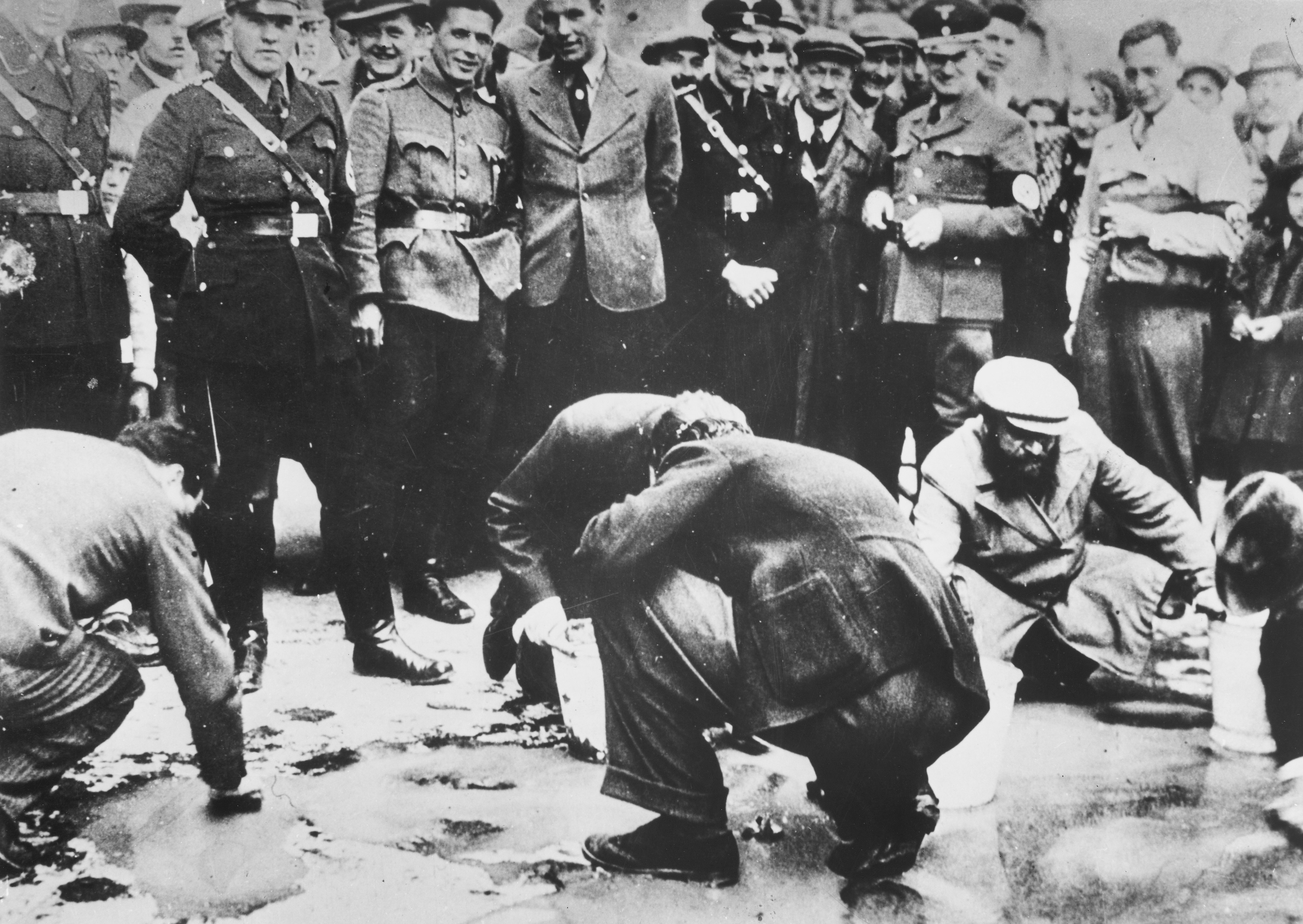
안슐루스 전투 직후 나치는 오스트리아 유대인들에게 독립을 지지하는 오스트리아의 구호를 도로에서 치우도록 강요했다.

일부 외국 관리들은 공식적으로 허용된 것보다 훨씬 더 많은 비자를 발급함으로써 도움을 주었다. 오스트리아 주재 중국 영사인 허펑산은 자신의 목숨과 경력을 걸고 나치를 탈출하려는 수천 명의 유대인들의 비자 신청을 빠르게 승인했다. 그들 중에는 1940년에 마지막으로 중국 비자를 받은 오스트리아의 영화 제작자 자코브와 루이스 플레크가 있었을 것이며, 그리고 그는 상하이에서 중국 영화 제작자들과 함께 영화를 제작했다. 그의 행동은 2001년 이스라엘 단체 야드바셈에 의해 국가들 사이의 의인이라는 칭호를 받았을 때 사후에 인정되었다.

### 제2차 세계 대전 이후
홀로코스트 이후 유럽 전역의 유대인들은 오스트리아의 민주당 연합 캠프에 집중되었다. 전쟁 후 돌아갈 곳이 없는 홀로코스트 생존자들은 민주당 캠프에 남아 팔레스타인에서 온 자원봉사자들의 도움을 받았다. 1955년까지 오스트리아에는 약 25만 명에서 30만 명의 이재민이 살고 있었다. 그들 중 약 3,000명이 오스트리아에 머물면서 새로운 유대인 공동체를 형성했다. 유럽 전역의 민주당 캠프에 있던 많은 유대인들이 결국 이스라엘로 이주했다. 다른 많은 사람들은 독일과 오스트리아로 돌아갔다. 2000년 10월에는 오스트리아의 유대인들이 홀로코스트에서 살해된 것을 기념하기 위해 빈에 유덴플라츠 홀로코스트 기념관이 세워졌다.
마우트하우젠 강제수용소의 주목할 만한 죄수들 중 한 명은 지몬 비젠탈로, 그는 석방된 후 미군과 협력하여 나치 전범들의 소재를 파악했다.
1956년 헝가리 혁명 당시 약 200,000명의 헝가리인들이 오스트리아를 통해 서쪽으로 도망쳤고, 이 중 17,000명은 유대인이었다. 7만 명의 헝가리인들이 오스트리아에 머물렀고, 그 중 유대인들도 있었다. 그들 중 가장 잘 알려진 사람은 정치학자이자 홍보학자인 파울 렌드바이이다.
제국 호텔과 브리스톨 호텔을 공동 소유한 사무엘 샬링거와 같은 오스트리아 유대인들로부터 빈에서 나치 치하에 압수된 재산의 세부 사항과 그것들을 가져갔다가 다시는 돌려주지 않은 사람들의 이름이 스테판 템플과 티나 발저의 책 《Unser Wien (Our Vienna)》에 자세히 나와 있다.

## 현대 상황
홀로코스트 이후, 오스트리아의 유대인 공동체는 훨씬 더 작았지만 스스로 재건되었다. 1950년대에 소련으로부터의 이민의 물결은 유대계 러시아인들을 오스트리아로 데려왔다. 철의 장막이 무너진 이후 구소련에서 유대인들이 다시 유입되고 있다. 현재 오스트리아의 유대인 인구는 약 12,000~15,000명으로 대부분 빈, 그라츠, 잘츠부르크에 살고 있다. 약 800명은 1938년 이전에 오스트리아에 살았던 홀로코스트 생존자들이고 약 1,500명은 한때 소련의 일부였던 나라에서 온 이민자들이다.
1991년 7월, 오스트리아 정부는 제2차 세계 대전 동안 제3제국의 범죄에 대한 자신들의 역할을 인정했다. 1993년, 오스트리아 정부는 인스부르크에 있는 유대인 회당을 재건했는데, 이것은 수정의 밤 때 파괴되었고, 1994년에는 빈에 있는 유대인 도서관을 재건했고, 그 후 다시 문을 열었다.
신나치주의와 반유대주의가 오스트리아의 공공 생활에서 완전히 사라진 것은 아니다. 1990년대에 많은 위협적인 편지들이 정치인들과 기자들에게 보내졌고, 몇몇 오스트리아의 공인들은 때때로 나치즘에 동정을 보였다.
쿠르트 발트하임은 제2차 세계 대전 동안 독일 국방군 장교로 복무했음에도 불구하고 1986년에 오스트리아의 대통령으로 임명되었다. 그는 1992년까지 오스트리아의 대통령으로 남아 있었다. 그의 임기 동안 그는 많은 나라들에서 페르소나 논 그라타로 여겨졌다. 1989년부터 1991년까지, 1999년부터 2008년까지 여러 차례 반유대주의 발언을 했고 종종 나치 동조자로 비난을 받았던 외르크 하이더는 케른텐 주지사로 재직했다.

## 같이 보기
- 독일 유대인